# Conor Henderson
Conor Alan Henderson, född 8 september 1991, är en engelskfödd irländsk fotbollsspelare som sedan 2014 spelar för Crawley Town.